# Glottidia albida
Glottidia albida är en armfotingsart som först beskrevs av Hinds 1844.  Glottidia albida ingår i släktet Glottidia och familjen Lingulidae. Inga underarter finns listade i Catalogue of Life.